# Cosmosoma flavicornis
Cosmosoma flavicornis är en fjärilsart som beskrevs av Druce. Cosmosoma flavicornis ingår i släktet Cosmosoma och familjen björnspinnare. Inga underarter finns listade i Catalogue of Life.